# Latinka Cove
Die Latinka Cove (englisch; bulgarisch залив Латинка saliw Latinka) ist eine 1,95 km breite und 1,65 km lange Bucht an der Danco-Küste des Grahamlands auf der Antarktischen Halbinsel. Sie liegt zwischen dem Eckener Point im Osten und dem Binkos Point im Westen an der Nordwestseite der Pefaur-Halbinsel. In ihr Kopfende mündet der Poduene-Gletscher.
Britische Wissenschaftler kartierten sie 1978. Die bulgarische Kommission für Antarktische Geographische Namen benannte sie 2013 nach der Ortschaft Latinka im Süden Bulgariens.